# یان جانسون (ورزشکار)
یان جانسون (انگلیسی: Jan Jönsson؛ زادهٔ ۲۷ آوریل ۱۹۴۴) ورزشکار اهل سوئد است.
وی در مسابقات کشوری و بین‌المللی در مجموع برندهٔ ۱ مدال برنز شده‌است.